# Перлін Юрій Євгенович
Юрій Євгенович Перлін (17 вересня 1917, Кірсанов, Тамбовська губернія — 10 березня 1990, Кишинів) — радянський та молдавський фізик-теоретик, доктор фізико-математичних наук (1962), член-кореспондент Академії наук Молдавської РСР (1970), лауреат Державної премії Молдови.

## Біографія
Юрій Перлін народився в сім'ї професора філології Київського університету Євгенія Ісааковича Перліна (1893—1936), уродженця Умані, та його дружини Ревеки Йосипівни (1894—1972). Батько підтримував дружні стосунки, серед інших, із піаністом Г. Г. Нейгаузом і поетом Б. Л. Пастернаком, які часто бували в будинку Перліних. Юрій Перлін навчався в київській 45-й школі. У 1936 році вступив на фізичне відділення Київського університету, але 23 березня того ж року його батько був заарештований в числі дванадцяти професорів Київського університету, звинувачений в участі в «правотроцькістсько-меншовицькому блоці» і 22 жовтня розстріляний. Юрій з матір'ю, як і члени сім'ї зрадника Батьківщини, були заслані в Казахстан, в село Уїл біля Актюбінська, де він викладав фізику в місцевій середній школі. У 1939 році йому було дозволено повернутися до Києва та продовжити навчання в університеті.
У 1941 році Ю. Є. Перлін за скороченою програмою закінчив Саратовський державний університет, куди на початку війни були переведені студенти старших курсів Київського держуніверситету, і короткий час до мобілізації в армію працював учителем фізики в місті Енгельсі. Після мобілізації та закінчення Ульяновського військового училища, що готував зв'язківців, служив у технічних військах командиром передавача армійської радіостанції. Деякий час радіостанція обслуговувала представництво Польщі в СРСР й обслуговуючий військовий персонал служив у польській військовій формі.
Після демобілізації в жовтні 1945 року Перлін працював учителем фізики в Київській школі робітничої молоді, а з вересня 1946 року — по 1949 рік навчався в аспірантурі Інституту фізики Академії наук України у свого ровесника, академіка АН України С. І. Пекаря (1917—1985), який захистив докторську дисертацію ще перед війною. Разом з Ю. Є. Перліним в аспірантурі навчалися відомі в майбутньому фахівці: М. Ф. Дейген, К. Б. Толпиго і І. М. Дикман.
Після захисту кандидатської дисертації (17 січня 1950 року) Ю. Є. Перлін прийнятий на роботу старшим викладачем кафедри експериментальної фізики Кишинівського державного університету. У 1952 році став доцентом, а в жовтні 1953 року очолив створену ним кафедру теоретичної фізики, якою керував протягом наступних 35 років (до кінця 1988 року). Викладав також на фізико-математичному факультеті Кишинівського державного педагогічного інституту ім. Йона Крянге.
У 1959 році Ю. Є. Перлін був одним із творців відділу теоретичної фізики Молдавської Академії наук, в 1961 році у Фізико-технічному інституті ім. А. Ф. Йоффе в Ленінграді захистив докторську дисертацію, в 1970 році став членом-кореспондентом Академії наук Молдавської РСР. Працював також у відділі квантової хімії АН МРСР. Член редколегії журналів «Дефекты кристаллической решётки» Велика Британія) та «Материаловедение»Польща).
Перлін — творець кишинівської школи теоретичної фізики та фізики твердого тіла, серед його учнів-випускників та співробітників кафедри теоретичної фізики Кишинівського державного університету-академіки І. Б. Берсукер, В. А. Коварський, С. А. Москаленко та В. А. Москаленко, член-кореспондент АН Молдови Б. С. Цукерблат та багато інших.
У кінці 1940-х — на початку 1950-х років Ю. Є. Перлін отримав ряд серйозних результатів із теорії поляронів, розвиненою в працях його вчителя С. І. Пекара. До середини 1950-х років формується основний напрямок наукової діяльності Ю. Є. Перліна — теорія електронно-коливальної взаємодії в домішкових центрах кристалів. У 1960-1970-х роках Ю. Є. Перлін спільно зі своїм учнем Б. С. Цукерблатом внесли фундаментальний внесок у теорію багатофонних процесів у домішкових центрах малого радіусу. Отримані дані в роботах Перліна і його учнів відіграють важливу роль в розрахунках кінетики випромінювальних і невипромінювальних квантових переходів в робочих середовищах твердотільних лазерів. Істотний внесок був вкладений Ю. Є. Перліним і його учнями в теорію ефекту Яна-Теллера, теорію електро- та магнітооптичних ефектів. Під спільною редакцією Перлина і М. Вагнера (Німеччина) випущена капітальна колективна міжнародна монографія по ефекту Яна-Теллера (1984). Перлін був редактором серії збірників наукових статей «Праці з фізики напівпровідників», що видавались Кишинівським Державним університетом.
Син Ю. Є. Перліна — Євген Юрійович Перлин (нар. 1947) — доктор фізико-математичних наук, провідний науковий співробітник Державного оптичного інституту ім. С. І. Вавилова та завідувач наукового відділу Центру «Інформаційні оптичні технології» в Санкт-Петербурзі, професор Санкт-Петербурзького політехнічного університету та Санкт-Петербурзького державного університету інформаційних технологій, механіки та оптики.

## Праці
- Эффекты электронно-колебательного взаимодействия в оптических спектрах примесных парамагнитных ионов (с Б. С. Цукерблатом). Институт химии АН Молдавской ССР. Штиинца: Кишинёв, 1974.
- The Dynamical Jahn-Teller Effect in Localized Systems. Под редакцией Юрия Перлина и Макса Вагнера. Elsevier Science—North-Holland: Амстердам, 1984.
- Современные методы теории многофононных процессов (УФН, 1963)